# Orodes III
Orodes III de Partia fue elevado al trono del Imperio Parto alrededor del año 4 por los magnates a la muerte de Fraataces. Fue asesinado después de un reinado breve "a causa de su extrema crueldad" (Josefo). Después de su muerte, Vonones I, hermano de Fraataces, trató de asumir el trono, pero estalló una guerra civil con otro candidato, Artabano II, quien se impuso finalmente.